# 西班牙角
62°38′07″S 60°21′25″W / 62.63528°S 60.35694°W

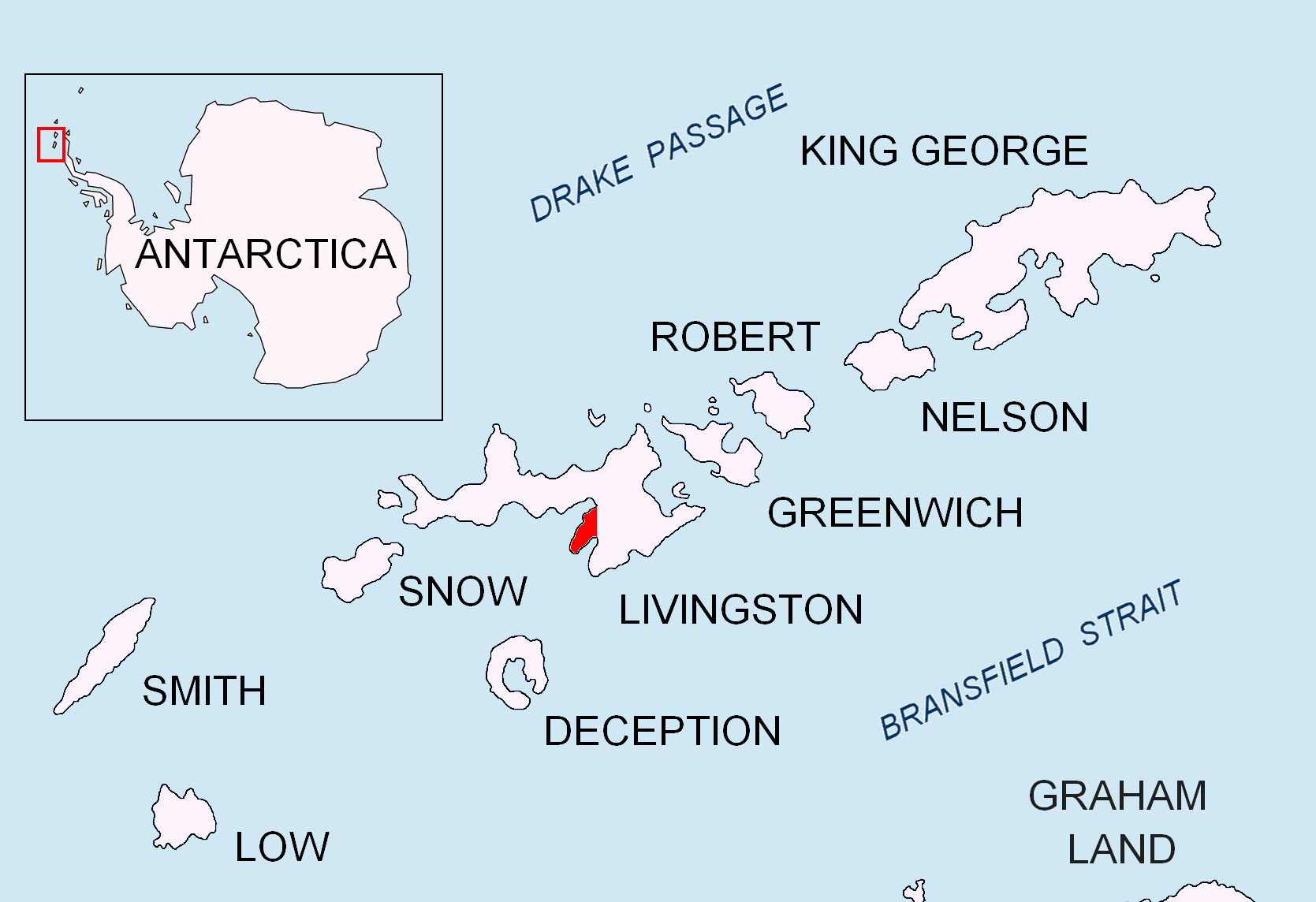

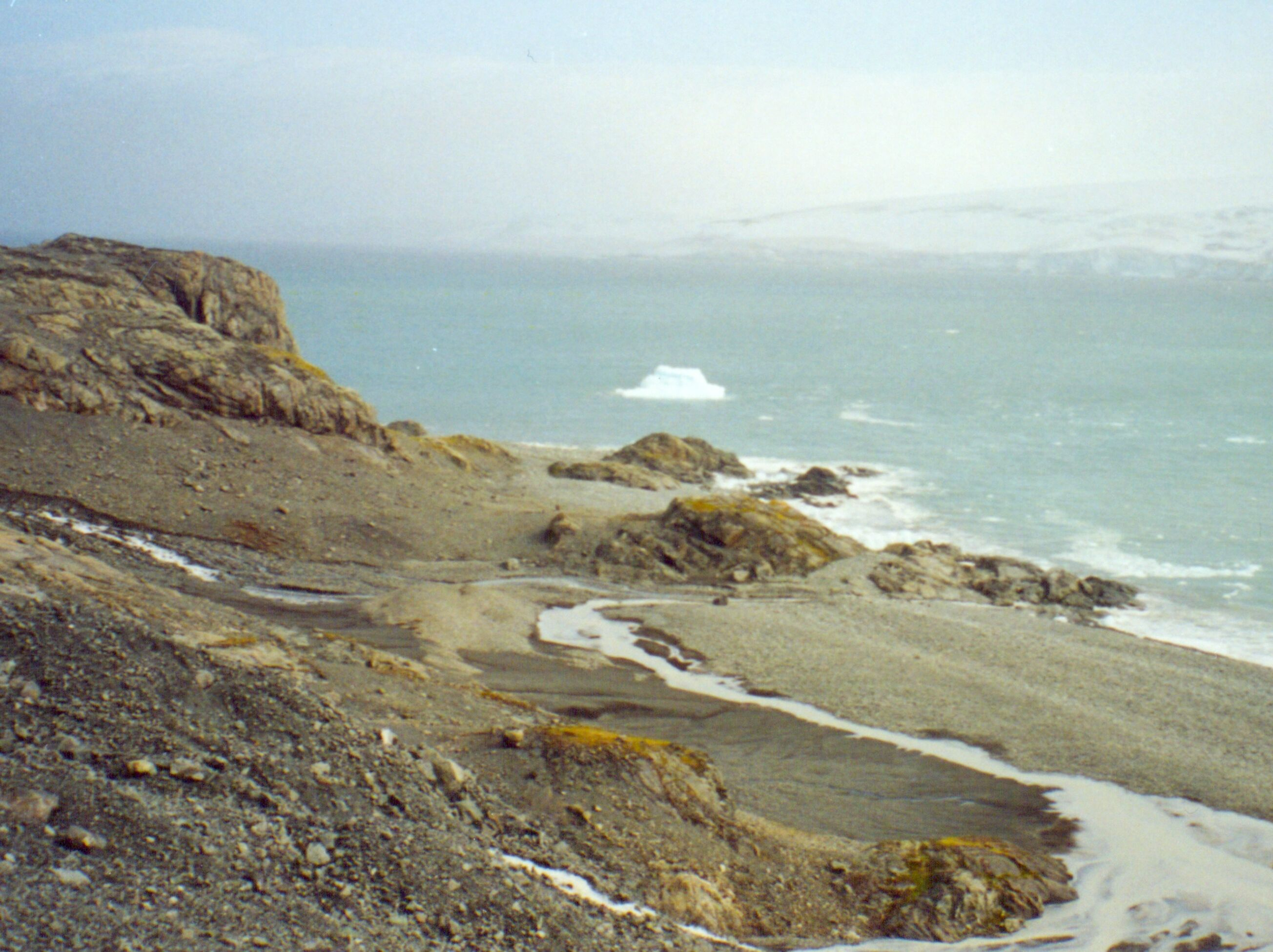

西班牙角（Spanish Point）是南極洲的海岬，位於南設得蘭群島的利文斯頓島東部，處於錫內莫雷茨山東北面0.61公里、赫斯佩里得斯角東北面1.34公里和斯莫梁角東南面4.06公里。

## 外部連結
- SCAR Composite Antarctic Gazetteer（页面存档备份，存于）.